# إعدام الباب
في صباح يوم 9 يوليو 1850 في تبريز، وُجِّهت تهمة الردة إلى تاجر فارسي يبلغ من العمر 30 عامًا يُعرف باسم الباب، وأُعدم رميًا بالرصاص بأمر من رئيس وزراء الإمبراطورية الفارسية. وقد كانت الأحداث المحيطة بإعدامه محل جدل بين الباحثين، بينما يعتبرها أتباع الديانة البهائية معجزة، إذ يرون فيه مظهرًا من مظاهر الله.
عُلِّق الباب وأحد رفاقه على جدار، واستعدت فرقة إعدام كبيرة لإطلاق النار عليهما. وبعد أن انقشع الدخان عقب الطلقة الأولى، لم يُعثر على الباب. وتستمر الروايات لتذكر أنه عُثر عليه لاحقًا في زنزانته، حيث كان يُملي ما تبقّى من رسالته على كاتبه. وتشير مصادر أخرى، فارسية وأوروبية، إلى روايات مختلفة، بعضها يتفق مع الرواية البهائية المعجِزة، وبعضها الآخر يصف الحدث بشكل أقل إعجازًا. إلا أن جميعها تتفق على أنه نجا من الطلقة الأولى، وقُتل في الطلقة الثانية.
وبعد وفاته، نُقلت رفات الباب سرًا من مكان إلى آخر لسنوات طويلة، حتى استقرّت في مثواها الأخير في ضريح الباب في الحدائق البهائية في حيفا، على الشرفة الوسطى.
ويُحيي أتباع الديانة البهائية ذكرى هذا الحدث عند الظهر في اليوم السادس عشر من شهر رحمت (شرف) وفقًا للتقويم البهائي، والذي يوافق عادةً 9 أو 10 يوليو. ويُعد هذا اليوم واحدًا من بين تسعة أيام مقدسة تُعطّل فيها الأعمال.

## أمر الإعدام
في عام 1850، أصدر أمير كبير، الذي كان قد عُيِّن حديثًا رئيسًا للوزراء، أمرًا بإعدام الباب؛ فنُقل إلى تبريز حيث كان من المقرر أن يُعدم رميًا بالرصاص. وفي الليلة السابقة لإعدامه، وبينما كان يُقتاد إلى زنزانته، ألقى شاب يُدعى أنيس ويُعرف أحيانًا بـ(ملا محمد علي) بنفسه عند قدمي الباب، راغبًا في أن يُقتل معه. فاعتُقل على الفور، ووُضع في نفس الزنزانة مع الباب.
وفي صباح يوم 9 يوليو 1850، أُحضر الباب إلى ساحة في تبريز امتلأت بما يقرب من عشرة آلاف شخص جاؤوا لمشاهدة عملية الإعدام. وقد عُلّق الباب وأنيس على جدار، واستعدّت فرقة إعدام مكوّنة من 750 بندقية لإطلاق النار.

## الرواية البهائية
يقدِّم حسن باليوزي، وهو أحد البهائيين البارزين من أصل إيراني، رواية بهائية عن الحدث في سيرته الذاتية عن الباب. فبحسب الرواية، أُمر سام خان، الذي لم يكن يحمل أي ضغينة تجاه الباب، بتنفيذ حكم الإعدام. وقد عُلِّق الباب وتلميذه على جدار بواسطة حبال مربوطة بمسمار، ثم أُطلق عليهما النار من قبل 750 جنديًا من فوج الأرمن التابع لسام خان. وعندما انقشع دخان البنادق، لم يكن للباب أي أثر، بينما بقي التلميذ دون أن يصاب بأذى.
عُثر على الباب في الغرفة التي قضى فيها ليلته؛ وكان يُكمل محادثة مع مساعده كانت قد قُطعت في وقت سابق من اليوم. وبعد أن أنهى حديثه، دعا الباب الفراش باشي (الخادم أو المرافق الرسمي) لتنفيذ الحكم؛ إلا أن الأخير، وقد استولى عليه الرعب، تخلّى عن منصبه وهرب. واعتبر سام خان أن مهمته قد أُنجزت، فرفض المشاركة مجددًا. فشُكِّلت فرقة إعدام جديدة من فوج نصيري التابع لآقا جان خان خمسه. وفي المحاولة الثانية، عُلِّق الباب وتلميذه مجددًا على الجدار، ونُفذ الحكم بنجاح.

## الروايات الغربية
سُجّلت هذه الأحداث من قِبل مصادر غربية. وفيما يلي إحدى هذه الروايات المنسوبة إلى السير جاستن شيل، مبعوث الملكة فيكتوريا فوق العادة ووزيرها المفوض في طهران، في رسالة كتبها إلى اللورد بالمرستون، وزير الخارجية البريطاني، بتاريخ 22 يوليو 1850. تجدر الإشارة إلى أن هذه الرواية لا تدّعي أنها شاهدة عيان:
لقد أُعدم مؤسس هذه الطائفة في تبريز. قُتل بوابل من الطلقات النارية، وكانت وفاته على وشك أن تمنح ديانته بريقًا من شأنه أن يزيد عدد معتنقيها بشكل كبير. وعندما انقشع الدخان والغبار بعد إطلاق النار، لم يُعثر على الباب، فهتف الناس بأنه صعد إلى السماء. كانت الطلقات قد قطعت الحبال التي رُبط بها، لكن بعد البحث عُثر عليه في إحدى الزوايا، وسُحب إلى الخارج وأُطلق عليه النار. ويعتقد أتباعه أن وفاته لن تُحدث أي فرق، إذ يجب أن يظل الباب موجودًا دائمًا.— السير جاستن شيل
كما طبع شوقي أفندي مجموعة كبيرة من الاقتباسات الغربية في كتابه الله يمرّ، إلا أن أغلبها غير موثق بالمصادر.

## ميرزا مهدي خان زعيم الدولة
كان ميرزا مهدي خان زعيم الدولة ابنًا لرجل دين شيعي حضر تنفيذ حكم الإعدام بحق الباب، وأخذ ابنه معه إلى ساحة الثكنة لمشاهدة الأحداث. وقد روى زعيم الدولة رواية والده في كتابه مفتاح باب الأبواب أو تاريخ الباب والبهاء، الذي نُشر نحو سنة 1310هـ (حوالي 1896م). ويُعد هذا العمل كتابًا جدليًا معاديًا للبهائية. إلا أن الرواية المفصلة لإعدام الباب تتضمن التفاصيل التالية:
1. عُلّق الباب وأنيس على ارتفاع يقارب ثلاثة أمتار فوق الأرض بواسطة حبل، وتعرضا لإطلاق نار من قِبل فوج مسيحي.
2. مزّقت الطلقات الحبل، وأُصيب أنيس برصاصة.
3. ركض الباب إلى إحدى الغرف داخل الثكنة.
4. أُعيد الباب إلى الخارج، وأُطلق عليه وعلى أنيس النار مرة أخرى، ما أدى إلى وفاتهما.